# Capacitisme

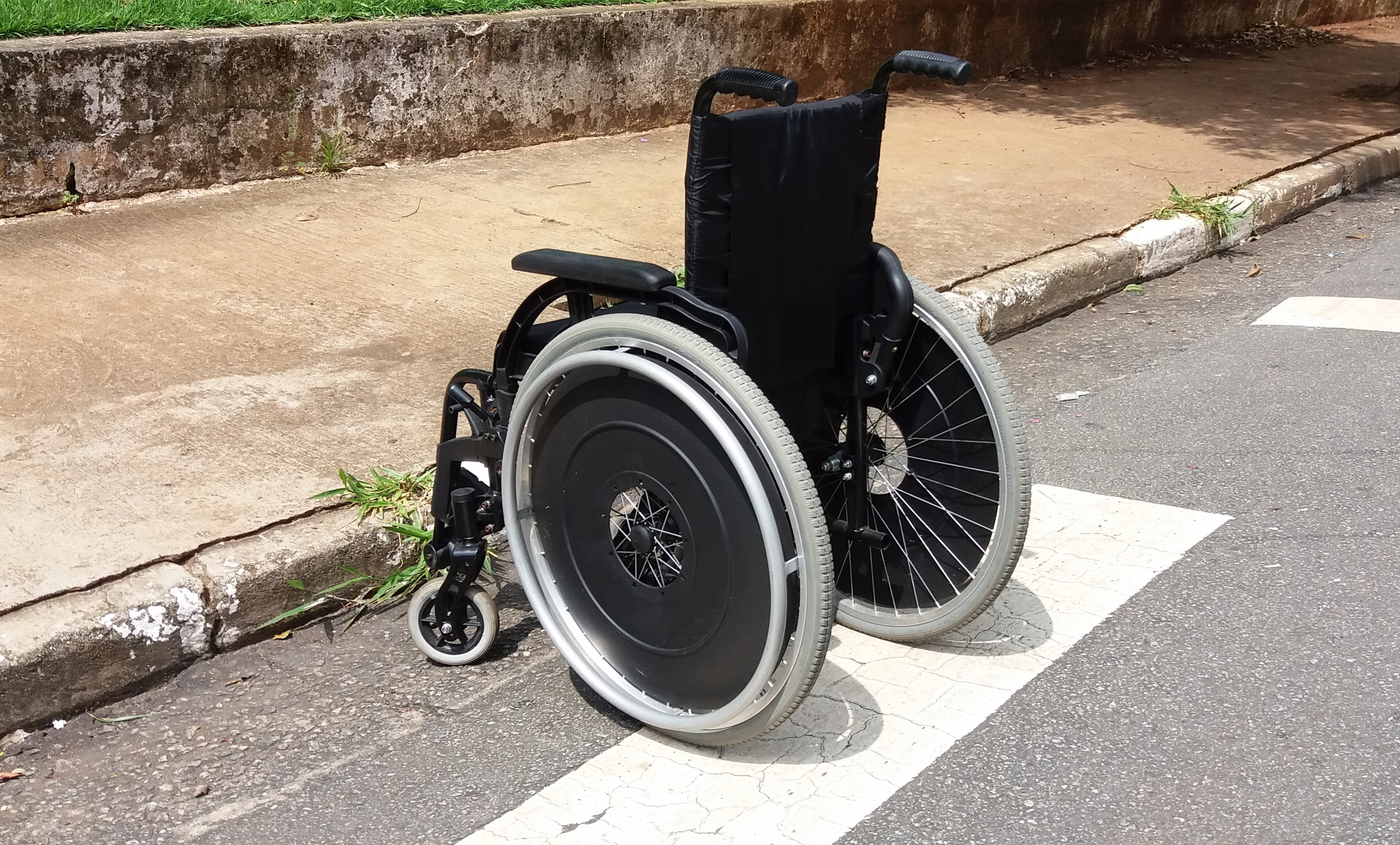
Exemple de falta d'accessibilitat per travessar les vies, a São Paulo, Brasil

El capacitisme, també anomenat disfòbia, discafòbia, discriminació de la discapacitat, capacitocentrisme, fisicalisme o opressió de la discapacitat, és una forma de discriminació o prejudici social contra les persones amb diversitat funcional.

## Definició
La visió de la societat capacitista és que les persones «capacitades» són la norma en la societat i les persones amb discapacitat o amb diversitat funcional han d'adaptar-s'hi o excloure's del sistema social capacitista. Els capacitistes sostenen que la discapacitat és un «error» i no una conseqüència més de la diversitat humana com l'ètnia, l'orientació sexual o el gènere.
La discriminació contra persones amb discapacitat sovint està relacionada amb prejudicis, estereotips negatius i l'estigma general que envolta certes discapacitats. Els estereotips són generalitzacions sobre persones basades en suposicions sobre qualitats i característiques del grup al qual pertanyen. L'estigma afecta persones que tenen un atribut que els marca com a diferents i els porta a ser devaluats als ulls dels altres. L'estigma, les actituds negatives i els estereotips poden conduir a judicis inexactes sobre les característiques individuals de les persones.
El concepte de "capacitisme" es refereix a les actituds de la societat que devaluen i limiten el potencial de les persones amb discapacitat. De manera anàloga al racisme, el sexisme o l'edatisme, el capacitisme veu que les persones amb discapacitat són menys dignes de respecte i consideració, menys capaços de contribuir i participar, o de menys "valor" inherent que les altres. El capacitisme pot ser conscient o inconscient, i pot estar integrat en institucions, sistemes o la cultura més àmplia d'una societat. Pot limitar les oportunitats de les persones amb discapacitat i reduir la seva inclusió en la vida de les seves comunitats. Les actituds negatives, els estereotips i l'estigma també poden conduir a l'assetjament de persones amb discapacitat en forma de comentaris negatius, aïllament social i conductes no desitjades d'empreses, propietaris, companys de feina i/o proveïdors de serveis.

## Exemples
El capacitisme es manifesta per exemple en la configuració de l'espai urbà, especialment als edificis i mitjans de transport públics, que no es troben adaptats a la mobilitat de persones amb diversitat funcional.
Un altre exemple de capacitisme constitueix en subestimar les habilitats que pugui desenvolupar una persona amb algun tipus de diversitat funcional, la qual cosa pot constituir una humiliació per al col·lectiu. Molt especialment quan es tracta un tipus de discapacitat considerada com a "invisible" (com és el cas dels trastorns de l'espectre autista).
Discriminacions per capacitisme també afecten a persones amb problemes de salut mental o drogaddicció. Els estereotips habituals sobre persones amb discapacitat mental són que són violentes i/o que no tenen la capacitat de prendre decisions en el seu propi interès, encara que no sigui així. Per exemple, les persones amb esquizofrènia o addiccions a les drogues poden experimentar actituds especialment negatives basades en creences sobre perillositat, comportament antisocial i/o risc. Aquestes percepcions poden provocar que persones o organitzacions tinguin actituds i pràctiques sobreprotectores que creen barreres per a les persones amb discapacitat mental.